# Olesja Rychljuk
Olesja Volodymyrivna Rychljuk (in ucraino Олеся Володимирівна Рихлюк?; Kiev, 11 dicembre 1987) è una pallavolista ucraina, opposto del Çukurova.

## Carriera

### Club
La carriera di Rychljuk inizia nel 2002, tra le file della Dynamo-Dženestra, rinominato prima Dženestra e poi Džynestra, con cui si aggiudica due campionati e due edizioni della Coppa d'Ucraina. Nell'annata 2010-11 viene ingaggiata dalla Sirio Perugia, nella Serie A1 italiana, ma nel gennaio 2011 passa alle turche Beşiktaş per la seconda parte della Voleybol 1. Ligi.
Nella stagione 2011-12 viene ingaggiata dalle IBK Altos, con le quali si aggiudica lo scudetto nell'annata successiva; fa inoltre incetta di premi individuali, raccogliendo tre titoli di MVP differenti. Nella stagione 2013-14 viene ingaggiata dal Volero Zurigo, nella Lega Nazionale A svizzera, vincendo quattro scudetti, altrettante coppe nazionali e due Supercoppe svizzere.
Nel campionato 2017-18 torna a difendere i colori del Beşiktaş, dove resta per un biennio prima di trasferirsi al Galatasaray, sempre nel massimo campionato turco, per la stagione 2019-20. Dopo due annate con le giallo-rosse, per il campionato 2021-22 approda al neopromosso Kuzeyboru, mentre nel campionato seguente difende i colori di un'altra neopromossa, il Çukurova.

### Nazionale
Nel 2005 fa anche il suo esordio nella nazionale ucraina.

## Palmarès

### Club
- Campionato ucraino: 2

2002-03, 2003-04
- Campionato sudcoreano: 1

2012-13
- Campionato svizzero: 4

2013-14, 2014-15, 2015-16, 2016-17
- Coppa d'Ucraina: 2

2002-03, 2009-10
- Coppa di Svizzera: 4

2013-14, 2014-15, 2015-16, 2016-17
- Supercoppa svizzera: 2

2016, 2017

### Premi individuali
- 2012 - V-League: MVP dell'All-Star Game
- 2013 - V-League: MVP della Regular Season
- 2013 - V-League: MVP delle finali play-off
- 2013 - V-League: MVP 6º round
- 2013 - V-League: Miglior attaccante
- 2015 - Campionato mondiale per club: Miglior opposto